# Polarização do vácuo
Na teoria quântica de campos e na eletrodinâmica quântica especificamente, a polarização do vácuo descreve um processo em que um campo eletromagnético de fundo produz partículas virtuais de elétron-pósitron que mudam a distribuição de cargas e correntes que geraram o campo eletromagnético originais. É também por vezes referido como o auto energia do bóson de calibre (fótons).
Os efeitos da polarização de vácuo foram observadas pela primeira vez experimentalmente em 1947, antes de ser teoricamente calculada (por Hans Bethe no passeio do trem de retorno a partir da Conferência Shelter Island para Cornell) após desenvolvimentos em equipamentos de radar para a Segunda Guerra Mundial resultarem em uma maior precisão na medição dos níveis de energia do átomo de hidrogênio (o desvio de Lamb) e o momento de dipolo magnético anômalo do elétron, medido por Isidor Isaac Rabi.